# Список логічних символів
У логіці, набір символів зазвичай використовується, щоб висловити логічне представлення. Оскільки логіки знайомі з цими символами, вони не пояснюють їх кожен раз при використанні. Для студентів, що вчать логіку, ця таблиця дає пояснення більшості логічних символів. Крім того, третій стовпчик містить неформальне визначення, п'ятий і шостий дають код Unicode та ім'я для використання в HTML-документах. Останній стовпчик дає символ в системі LaTeX.
Слід пам'ятати, що поза логікою різні символи мають однаковий зміст, тоді як один і той самий символ має, залежно від контексту, різні значення.

## Базові логічні символи
| Символ  | Назва                                       | Пояснення | Приклад | Unicode                                     | HTML                | LaTeX |
| Символ  | Читати як                                   | Пояснення | Приклад | Unicode                                     | HTML                | LaTeX |
| Символ  | Категорія                                   | Пояснення | Приклад | Unicode                                     | HTML                | LaTeX |
| ------- | ------------------------------------------- | --- | --- | ------------------------------------------- | ------------------- | --- |
| ⇒ → ⊃   | Матеріальна імплікація                      | A ⇒ B правильно, тільки тоді коли A неправильно, або B правильно. → може значити те саме, що ⇒ (символ може також вказувати область визначення і область значення функції, див. таблицю математичних символів) ⊃ може значити те саме, що ⇒ (символ може також значити надмножину). | x = 2 ⇒ x² = 4 правильно, але x² = 4 ⇒ x = 2, в загальному випадку, неправильне (оскільки x може дорівнювати −2). | U+21D2 U+2192 U+2283                        | ⇒ → ⊃               | {\displaystyle \Rightarrow }\Rightarrow {\displaystyle \to }\to{\displaystyle \supset }\supset {\displaystyle \implies }\implies                       |
| ⇒ → ⊃   | з .. виходить; якщо .. то                   | A ⇒ B правильно, тільки тоді коли A неправильно, або B правильно. → може значити те саме, що ⇒ (символ може також вказувати область визначення і область значення функції, див. таблицю математичних символів) ⊃ може значити те саме, що ⇒ (символ може також значити надмножину). | x = 2 ⇒ x² = 4 правильно, але x² = 4 ⇒ x = 2, в загальному випадку, неправильне (оскільки x може дорівнювати −2). | U+21D2 U+2192 U+2283                        | ⇒ → ⊃               | {\displaystyle \Rightarrow }\Rightarrow {\displaystyle \to }\to{\displaystyle \supset }\supset {\displaystyle \implies }\implies                       |
| ⇒ → ⊃   | Логіка висловлювань. Алгебра Гейтинга       | A ⇒ B правильно, тільки тоді коли A неправильно, або B правильно. → може значити те саме, що ⇒ (символ може також вказувати область визначення і область значення функції, див. таблицю математичних символів) ⊃ може значити те саме, що ⇒ (символ може також значити надмножину). | x = 2 ⇒ x² = 4 правильно, але x² = 4 ⇒ x = 2, в загальному випадку, неправильне (оскільки x може дорівнювати −2). | U+21D2 U+2192 U+2283                        | ⇒ → ⊃               | {\displaystyle \Rightarrow }\Rightarrow {\displaystyle \to }\to{\displaystyle \supset }\supset {\displaystyle \implies }\implies                       |
| ⇔ ≡ ↔   | Тоді й лише тоді                            | A ⇔ B правильно, тільки якщо обидва A і B неправильні, або обидва правильні. | x + 5 = y + 2 ⇔ x + 3 = y                                                                                         | U+21D4 U+2261 U+2194                        | ⇔ ≡ ↔               | {\displaystyle \Leftrightarrow }\Leftrightarrow {\displaystyle \equiv }\equiv{\displaystyle \leftrightarrow }\leftrightarrow {\displaystyle \iff }\iff |
| ⇔ ≡ ↔   | Тоді і тільки тоді                          | A ⇔ B правильно, тільки якщо обидва A і B неправильні, або обидва правильні. | x + 5 = y + 2 ⇔ x + 3 = y                                                                                         | U+21D4 U+2261 U+2194                        | ⇔ ≡ ↔               | {\displaystyle \Leftrightarrow }\Leftrightarrow {\displaystyle \equiv }\equiv{\displaystyle \leftrightarrow }\leftrightarrow {\displaystyle \iff }\iff |
| ⇔ ≡ ↔   | Логіка висловлювань                         | A ⇔ B правильно, тільки якщо обидва A і B неправильні, або обидва правильні. | x + 5 = y + 2 ⇔ x + 3 = y                                                                                         | U+21D4 U+2261 U+2194                        | ⇔ ≡ ↔               | {\displaystyle \Leftrightarrow }\Leftrightarrow {\displaystyle \equiv }\equiv{\displaystyle \leftrightarrow }\leftrightarrow {\displaystyle \iff }\iff |
| ¬ ˜ !   | Заперечення                                 | Твердження ¬A правильне тоді і тільки тоді, коли A неправильне. Знак /, розташований зверху іншого оператора, означає те ж, що «¬». | ¬(¬A) ⇔ A x ≠ y ⇔ ¬(x = y)                                                                                        | U+00AC U+02DC                               | ¬ ˜ ~               | {\displaystyle \neg }\lnot или \neg {\displaystyle \sim }\sim                                                                                          |
| ¬ ˜ !   | not (не)                                    | Твердження ¬A правильне тоді і тільки тоді, коли A неправильне. Знак /, розташований зверху іншого оператора, означає те ж, що «¬». | ¬(¬A) ⇔ A x ≠ y ⇔ ¬(x = y)                                                                                        | U+00AC U+02DC                               | ¬ ˜ ~               | {\displaystyle \neg }\lnot или \neg {\displaystyle \sim }\sim                                                                                          |
| ¬ ˜ !   | Логіка висловлювань                         | Твердження ¬A правильне тоді і тільки тоді, коли A неправильне. Знак /, розташований зверху іншого оператора, означає те ж, що «¬». | ¬(¬A) ⇔ A x ≠ y ⇔ ¬(x = y)                                                                                        | U+00AC U+02DC                               | ¬ ˜ ~               | {\displaystyle \neg }\lnot или \neg {\displaystyle \sim }\sim                                                                                          |
| ∧ • &   | Кон'юнкція                                  | Твердження A ∧ B правильне, якщо і A, і B правильні, і неправильне в іншому разі. | n < 4 ∧ n >2 ⇔ n = 3, якщо n — натуральне число.                                                                  | U+2227 U+0026                               | ∧ &                 | {\displaystyle \wedge }\wedge або \land \& |
| ∧ • &   | and (і)                                     | Твердження A ∧ B правильне, якщо і A, і B правильні, і неправильне в іншому разі. | n < 4 ∧ n >2 ⇔ n = 3, якщо n — натуральне число.                                                                  | U+2227 U+0026                               | ∧ &                 | {\displaystyle \wedge }\wedge або \land \& |
| ∧ • &   | Логіка висловлювань. Булева алгебра.        | Твердження A ∧ B правильне, якщо і A, і B правильні, і неправильне в іншому разі. | n < 4 ∧ n >2 ⇔ n = 3, якщо n — натуральне число.                                                                  | U+2227 U+0026                               | ∧ &                 | {\displaystyle \wedge }\wedge або \land \& |
| ∨ + ǀǀ  | Логічна диз'юнкція                          | Твердження A ∨ B правильне, якщо A або B (або обидва) правильні. Якщо обидва неправильні, то твердження неправильне. | n ≥ 4 ∨ n ≤ 2 ⇔ n ≠ 3 коли n є натуральним числом.                                                                | U+2228                                      | ∨                   | {\displaystyle \lor }\lor або \vee |
| ∨ + ǀǀ  | or (або)                                    | Твердження A ∨ B правильне, якщо A або B (або обидва) правильні. Якщо обидва неправильні, то твердження неправильне. | n ≥ 4 ∨ n ≤ 2 ⇔ n ≠ 3 коли n є натуральним числом.                                                                | U+2228                                      | ∨                   | {\displaystyle \lor }\lor або \vee |
| ∨ + ǀǀ  | Логіка висловлювань. Булева алгебра.        | Твердження A ∨ B правильне, якщо A або B (або обидва) правильні. Якщо обидва неправильні, то твердження неправильне. | n ≥ 4 ∨ n ≤ 2 ⇔ n ≠ 3 коли n є натуральним числом.                                                                | U+2228                                      | ∨                   | {\displaystyle \lor }\lor або \vee |
| ⊕ ⊻     | Виключна диз'юнкція                         | Твердження A ⊕ B правильне, коли A або B правильне, але не обидва. A ⊻ B означає те саме. | (¬A) ⊕ A завжди правильне, A ⊕ A завжди неправильне.                                                              | U+2295 U+22BB                               | ⊕                   | {\displaystyle \oplus }\oplus {\displaystyle \veebar }\veebar                                                                                          |
| ⊕ ⊻     | xor                                         | Твердження A ⊕ B правильне, коли A або B правильне, але не обидва. A ⊻ B означає те саме. | (¬A) ⊕ A завжди правильне, A ⊕ A завжди неправильне.                                                              | U+2295 U+22BB                               | ⊕                   | {\displaystyle \oplus }\oplus {\displaystyle \veebar }\veebar                                                                                          |
| ⊕ ⊻     | Логіка висловлювань. Булева алгебра.        | Твердження A ⊕ B правильне, коли A або B правильне, але не обидва. A ⊻ B означає те саме. | (¬A) ⊕ A завжди правильне, A ⊕ A завжди неправильне.                                                              | U+2295 U+22BB                               | ⊕                   | {\displaystyle \oplus }\oplus {\displaystyle \veebar }\veebar                                                                                          |
| ⊤ T 1   | Тавтологія                                  | Твердження ⊤ безумовно правильне. | A ⇒ ⊤ завжди правильне.                                                                                           | U+22A4                                      | T                   | {\displaystyle \top }\top |
| ⊤ T 1   | верх                                        | Твердження ⊤ безумовно правильне. | A ⇒ ⊤ завжди правильне.                                                                                           | U+22A4                                      | T                   | {\displaystyle \top }\top |
| ⊤ T 1   | Логіка висловлювань. Булева алгебра.        | Твердження ⊤ безумовно правильне. | A ⇒ ⊤ завжди правильне.                                                                                           | U+22A4                                      | T                   | {\displaystyle \top }\top |
| ⊥ F 0   | Суперечність                                | Твердження ⊥ безумовно неправильне. | ⊥ ⇒ A завжди правильне.                                                                                           | U+22A5                                      | ⊥ F                 | {\displaystyle \bot }\bot |
| ⊥ F 0   | Неправильно, помилково                      | Твердження ⊥ безумовно неправильне. | ⊥ ⇒ A завжди правильне.                                                                                           | U+22A5                                      | ⊥ F                 | {\displaystyle \bot }\bot |
| ⊥ F 0   | Логіка висловлювань. Булева алгебра.        | Твердження ⊥ безумовно неправильне. | ⊥ ⇒ A завжди правильне.                                                                                           | U+22A5                                      | ⊥ F                 | {\displaystyle \bot }\bot |
| ∀       | Квантор загальності                         | ∀ x: P(x) або (x) P(x) означає P(x) правильне для всіх x. | ∀ n ∈ ℕ: n² ≥ n.                                                                                                  | U+2200                                      | ∀                   | {\displaystyle \forall }\forall |
| ∀       | для будь-якого; для всіх                    | ∀ x: P(x) або (x) P(x) означає P(x) правильне для всіх x. | ∀ n ∈ ℕ: n² ≥ n.                                                                                                  | U+2200                                      | ∀                   | {\displaystyle \forall }\forall |
| ∀       | Логіка першого порядку                      | ∀ x: P(x) або (x) P(x) означає P(x) правильне для всіх x. | ∀ n ∈ ℕ: n² ≥ n.                                                                                                  | U+2200                                      | ∀                   | {\displaystyle \forall }\forall |
| ∃       | Квантор існування                           | ∃ x: P(x) означає, що існує як мінімум один x, такий, що P(x) правильне. | ∃ n ∈ ℕ: n парне.                                                                                                 | U+2203                                      | ∃                   | {\displaystyle \exists }\exists |
| ∃       | існує                                       | ∃ x: P(x) означає, що існує як мінімум один x, такий, що P(x) правильне. | ∃ n ∈ ℕ: n парне.                                                                                                 | U+2203                                      | ∃                   | {\displaystyle \exists }\exists |
| ∃       | Логіка першого порядку                      | ∃ x: P(x) означає, що існує як мінімум один x, такий, що P(x) правильне. | ∃ n ∈ ℕ: n парне.                                                                                                 | U+2203                                      | ∃                   | {\displaystyle \exists }\exists |
| ∃!      | Єдиність                                    | ∃! x: P(x) означає, що існує лише один x, такий, що P(x) правильне. | ∃! n ∈ ℕ: n + 5 = 2n.                                                                                             | U+2203 U+0021                               | ∃ !                 | {\displaystyle \exists !}\exists ! |
| ∃!      | Існує тільки один                           | ∃! x: P(x) означає, що існує лише один x, такий, що P(x) правильне. | ∃! n ∈ ℕ: n + 5 = 2n.                                                                                             | U+2203 U+0021                               | ∃ !                 | {\displaystyle \exists !}\exists ! |
| ∃!      | Логіка першого порядку                      | ∃! x: P(x) означає, що існує лише один x, такий, що P(x) правильне. | ∃! n ∈ ℕ: n + 5 = 2n.                                                                                             | U+2203 U+0021                               | ∃ !                 | {\displaystyle \exists !}\exists ! |
| := ≡ :⇔ | означення                                   | x := y або x ≡ y означає x визначається як інша назва для y (але врахуйте, що ≡ може також означати інші речі, такі як конгруентність). P :⇔ Q означає P визначається як логічна еквівалентність для Q.                                                                             | cosh x := (1/2)(exp x + exp (−x)) A ⊕ B :⇔ (A ∨ B) ∧ ¬(A ∧ B)                                                     | U+2254 (U+003A U+003D) U+2261 U+003A U+229C | := : &equiv; &hArr; | {\displaystyle :=}:= {\displaystyle \equiv }\equiv {\displaystyle \Leftrightarrow }\Leftrightarrow                                                     |
| := ≡ :⇔ | визначається як                             | x := y або x ≡ y означає x визначається як інша назва для y (але врахуйте, що ≡ може також означати інші речі, такі як конгруентність). P :⇔ Q означає P визначається як логічна еквівалентність для Q.                                                                             | cosh x := (1/2)(exp x + exp (−x)) A ⊕ B :⇔ (A ∨ B) ∧ ¬(A ∧ B)                                                     | U+2254 (U+003A U+003D) U+2261 U+003A U+229C | := : &equiv; &hArr; | {\displaystyle :=}:= {\displaystyle \equiv }\equiv {\displaystyle \Leftrightarrow }\Leftrightarrow                                                     |
| := ≡ :⇔ | усюди                                       | x := y або x ≡ y означає x визначається як інша назва для y (але врахуйте, що ≡ може також означати інші речі, такі як конгруентність). P :⇔ Q означає P визначається як логічна еквівалентність для Q.                                                                             | cosh x := (1/2)(exp x + exp (−x)) A ⊕ B :⇔ (A ∨ B) ∧ ¬(A ∧ B)                                                     | U+2254 (U+003A U+003D) U+2261 U+003A U+229C | := : &equiv; &hArr; | {\displaystyle :=}:= {\displaystyle \equiv }\equiv {\displaystyle \Leftrightarrow }\Leftrightarrow                                                     |
| ()      | Пріоритет угруповання                       | Виконайте операції всередині дужок першими. | (8 ÷ 4) ÷ 2 = 2 ÷ 2 = 1, але 8 ÷ (4 ÷ 2) = 8 ÷ 2 = 4.                                                             | U+0028 U+0029                               | ()                  | {\displaystyle (~)} () |
| ()      | дужки                                       | Виконайте операції всередині дужок першими. | (8 ÷ 4) ÷ 2 = 2 ÷ 2 = 1, але 8 ÷ (4 ÷ 2) = 8 ÷ 2 = 4.                                                             | U+0028 U+0029                               | ()                  | {\displaystyle (~)} () |
| ()      | усюди                                       | Виконайте операції всередині дужок першими. | (8 ÷ 4) ÷ 2 = 2 ÷ 2 = 1, але 8 ÷ (4 ÷ 2) = 8 ÷ 2 = 4.                                                             | U+0028 U+0029                               | ()                  | {\displaystyle (~)} () |
| ⊢       | Турнікет                                    | x ⊢ y означає y доводиться від x (у деякій заданих формальних системах). | A → B ⊢ ¬B → ¬A                                                                                                   | U+22A2                                      | &#8866;             | {\displaystyle \vdash }\vdash |
| ⊢       | доказовий                                   | x ⊢ y означає y доводиться від x (у деякій заданих формальних системах). | A → B ⊢ ¬B → ¬A                                                                                                   | U+22A2                                      | &#8866;             | {\displaystyle \vdash }\vdash |
| ⊢       | Числення висловлень, Логіка першого порядку | x ⊢ y означає y доводиться від x (у деякій заданих формальних системах). | A → B ⊢ ¬B → ¬A                                                                                                   | U+22A2                                      | &#8866;             | {\displaystyle \vdash }\vdash |
| ⊨       | Подвійний турнікет                          | x ⊨ y означає x семантично тягне y | A → B ⊨ ¬B → ¬A                                                                                                   | U+22A8                                      | &#8872;             | {\displaystyle \models }\models |
| ⊨       | тягне за собою                              | x ⊨ y означає x семантично тягне y | A → B ⊨ ¬B → ¬A                                                                                                   | U+22A8                                      | &#8872;             | {\displaystyle \models }\models |
| ⊨       | Числення висловлень, Логіка першого порядку | x ⊨ y означає x семантично тягне y | A → B ⊨ ¬B → ¬A                                                                                                   | U+22A8                                      | &#8872;             | {\displaystyle \models }\models |

## Інші символи
Символи відсортовані відповідно до коду Unicode:
- U+00B7 • Точка в середині, застарілий спосіб позначення AND[3], залишається в електроніці, наприклад, «A•B» означає те ж, що «A&B».
- • : Центральна точка зі смугою над нею, застарілий спосіб для позначення І-НЕ, наприклад, «A•B» означає те ж, що «A І-НЕ B», або «A|B», або «¬(A & B)». Див. також символ Unicode U+22C5 ⋅ оператор точка.

- U+2191 ↑ Стрілка вгору або U+007C | Вертикальна риска: Штрих Шефера, знак для оператора І-НЕ.
- U+2201 ∁ Доповнення.
- U+2204 ∄ Не існує: перекреслений квантор існування, те ж, що «¬∃»
- U+2234 ∴ Відповідно, таким чином, тому.
- U+2235 ∵ Оскільки, тому що, що.
- U+22A7 ⊧ Імплікація: є моделлю для …. Наприклад, A ⊧ B означає, що з A слідує B. В будь-якій моделі, де A ⊧ B, якщо А правильне, то і B правильне.
- U+22A8 ⊨ Істина: є істиною.
- U+22AD ⊭ Хиба: не є істиною.
- U+22BC ⊼ НЕ-І: другий оператор НЕ-і, може бути записаний як {\displaystyle {\overline {\wedge }}}.
- U+22C4 ⋄ Ромб: модальний оператор для «можливо, що», «не обов'язково ні».
- U+22C6 ⋆ Зірочка: звичайно використовується як спеціальний оператор.
- U+22A5 ⊥ Кнопка вгору абоU+2193 ↓ Стрілка вниз: стрілка Пірса. Інколи «⊥» використовують для протиріччя.

- U+2310 ⌐ Скасований НЕ.

- U+231C ⌜ Лівий верхній куток і U+231D ⌝ Правий верхній куток: кутові дужки. Наприклад, «⌜G⌝» означає число Геделя для G.

- U+25FB ◻ Середній білий квадрат або U+25A1 □ Білий квадрат: модальний оператор необхідно, або можна довести.

### Польща і Німеччина
У Польщі квантор загальності іноді пишеться так: {\displaystyle \wedge }, а квантор існування так: {\displaystyle \vee }. Те ж можна зустріти в Німецькій літературі.[джерело?]